# رافائله مرتس
رافائله مرتس (ایتالیایی: Raffaele Mertes؛ زادهٔ ۱۹۵۹ میلادی) فیلم‌بردار، کارگردان و فیلم‌نامه‌نویس اهل ایتالیا است.
از فیلم‌ها و مجموعه‌های تلویزیونی‌ای که وی در آن‌ها نقش داشته‌است، می‌توان به یوسف نجار، اِستر، فلوک، موسی و گریز کودک بی‌گناه اشاره کرد.